# Škocjan
Škocjan (em alemão:  Sankt Kanzian) é um município da Eslovênia. A sede do município fica na localidade de mesmo nome.
Não tem nenhuma relação com as Grutas de Škocjan, que se localizam em outra região do país.